# 애그니스 호톳
애그니스 호톳(Agnes Hotot)은 마상창 시합에서 남자를 이긴 것으로 알려진 영국 귀족 여성이었다. 아서 콜린스에 따르면, 1741년에 쓴 불특정 수도사는 아버지인 호톳이 병에 걸리자 애그니스가 결투에서 아버지를 대신해 남자로 변장하고 상대를 낙마시킨 후에야 그녀의 진정한 정체성을 드러냈다고 기록했다. 호톳이 나중에 노샘프턴셔주의 클레프톤에 있는 더들리 가족과 결혼했을 때 더들리가는 전쟁 투구를 쓴 여성을 묘사한 새로운 크레스트로 그녀의 공적을 기념했다.
애그니스 호톳의 이야기에 대한 보다 현대적인 설명은 "해골왕 더들리"의 클로프톤 유령 이야기와 변경 및 결합하여 애그니스를 더들리 가족의 부도덕한 남자의 고결한 딸로 묘사한다. 이 버전에서 애그니스는 아버지가 비겁하게 병든 척하자 결투에서 아버지의 자리를 대신하였으며, 결국 그녀는 상대와 결혼하게 된다.

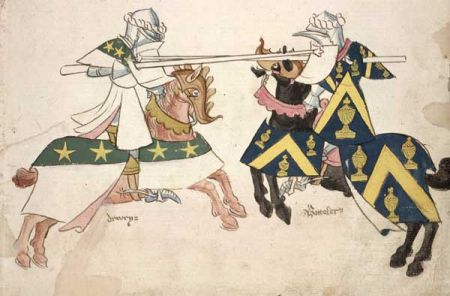
마상창 시합에 대한 이 중세 삽화에서 두 명의 참가자가 랜스를 들고 서로를 향해 말을 타고 있다.

## 생애와 전설
애그니스 호톳은 호톳가의 젊은 상속녀였다. 그녀의 아버지는 존 호톳 경이었다.
호톳의 아버지는 링즐리라는 남자와 분쟁에 연루되어 해결하기 위해 마상창 결투를 준비했다. 그러나 결투 직전에 호톳의 아버지는 통풍에 걸렸기 때문에 "그가 땅을 잃거나 명예를 위해 고통받는 대신" 호톳이 아버지의 갑옷을 입어 남자로 변장하고 토너먼트에서 아버지를 대신하여 싸웠다. 그녀는 링즐리를 낙마시켰다. 상대가 흙 속에 누워 있을 때 호톳은 투구를 벗고 머리카락을 늘어뜨려 자신의 정체를 드러냈다. 일부 기록에 따르면 그녀는 자신을 여성이라 밝히기 위해 흉갑도 벗었다.
1395년에 호톳은 노샘프턴셔주 클레포톤(현재 클로프톤)의 더들리가와 혼인했다. 더들리 가족은 호톳의 마상창 시합 승리를 기념하여 "여성의 흉상, 헝클어진 머리카락, 노출된 가슴, 그녀의 투구"를 포함하는 새로운 크레스트를 만들었고 이후 더들리 가족은 몇 년 동안 이 크레스트를 표시했다. 호톳의 이야기는 클레프톤 마을의 수도사에 의해 기록되었다.
호톳에 대한 더 현대적인 설명은 그녀의 이야기를 "해골왕 더들리"의 전설과 결합했다. 더들리 가족의 남자는 1300년대에 살인을 저지른 것으로 추정된 후 20세기 초에 클로프톤 마을 사람들을 괴롭히기 위해 돌아왔다. 이 현대 버전에서 애그니스는 해골왕 더들리의 딸이었다. 그녀의 아버지는 근처 지주를 화나게 해 일어난 결투를 피하기 위해 비겁하게 병을 가장하고 가족의 명예를 구하기 위해 애그니스가 대신하여 결투에 나갔다. 애그니스는 싸움에서 졌지만 그녀의 정체를 파악한 상대가 그녀를 살려준 후 애그니스는 그와 결혼했다.